# Idris Abdul Wakil
Idris Abdul Wakil (Makunduchi, Sultanaat Zanzibar, 10 april 1925 - Zanzibar, 15 maart 2000) was een Tanzaniaans politicus.
Abdul Wakil werkte aanvankelijk als diplomaat en was tussen 1967 en 1969 ambassadeur in de Bondsrepubliek Duitsland. Van 1970 tot 1973 was hij ambassadeur in Nederland en van 1974 tot 1976 in Guinee.
In 1980 werd hij voorzitter van het Huis van Afgevaardigden van Zanzibar. Nadat Ali Hassan Mwinyi tot president van Tanzania was gekozen, volgde hij hem op 24 oktober 1985 op als president van Zanzibar. Tegelijkertijd was hij tweede vicepresident van Tanzania. Op 25 oktober 1990 werd hij opgevolgd door Salmin Amour.